# Calassomys apicalis
Calassomys apicalis es la única especie del género Calassomys, un roedor de la familia Cricetidae. Habita en el este de Sudamérica. 

## Taxonomía
Esta especie fue descrita originalmente, al mismo tiempo que su género, en el año 2014 por los zoólogos Ulyses F. J. Pardiñas, Gisele Lessa, Pablo Teta, Jorge Salazar-Bravo y Edeltrudes M. V. C. Câmara.
Localidad tipo
La localidad tipo referida es: “a 3,25 km por carretera al noroeste de Macacos, Pedreira do Gaio (a una altitud de 1251 msnm, en las coordenadas: 17°57’50’’S 43°47’18’’W), parque nacional Sempre Vivas, estado de Minas Gerais, Brasil”.
Ejemplar tipo
El ejemplar holotipo es el catalogado como MCN / PUC-MG 2785, un macho adulto (clase desgaste dental 3) del cual se ha preservado su cráneo, parcialmente su esqueleto postcraneal y la piel de estudio (en buenas condiciones); cariotipo, células suspendidas y tejidos fueron preservados en alcohol. Fue colectado por E. Câmara y C. Guimarães Costa en noviembre de 2006.
Etimología
Etimológicamente, el término genérico Calassomys es un epónimo que refiere al apellido de la persona a quien fue dedicada, A. Calaça de Espírito Santo, quien fuera el padre de uno de los autores (Edeltrudes M. V. C. Câmara).
El nombre específico apicalis deriva del latín y alude al extremo final de la cola de este roedor, de un característico color blanco.
Caracterización y relaciones filogenéticas
Este roedor es posible diferenciarlo por varias características, entre las que se encuentran: apéndice caudal alargado, el cual exhibe los 2,5 a 5 cm de su porción distal enteramente blanco. Su cráneo presenta un perﬁl abovedado; con rostro largo e incipiente tubo rostral; posee molares notablemente pequeños y braquiodontos. En los primeros y segundos molares superiores persisten pequeños y vestigiales mesolofos y mesostilos (rasgo único dentro de Phyllotini).
Análisis filogenéticos basados en marcadores moleculares nucleares y mitocondriales arrojaron que este taxón es hermano de los géneros restantes de la tribu Phyllotini por lo que la diversidad de la misma ahora pasa a estar expandida hacia el nordeste, y lo que es más importante, señala que en el Brasil oriental ocurrió un antiguo evento de diversiﬁcación de la tribu.

## Distribución geográfica y hábitat
Esta especie de roedor es endémica del oriente del Brasil, específicamente del estado de Minas Gerais, habitando en los afloramientos rocosos de la sierra do Espinhaço, en el parque nacional Sempre Vivas, en altitudes superiores a los 1000 m s. n. m..